# (82053) 2000 SZ370
2000 أس زد 370 (ويعرف أيضًا باسم (82053) 2000 أس زد 370 وفق تسمية الكوكب الصغير) (بالإنجليزية: 2000 SZ370)‏ هو كويكب ضمن حزام الكويكبات؛ وترتيبه 82053 من حيث الاكتشاف.
اكتُشف هذا الجُرم الفلكي بواسطة جون كافلارس في 23 سبتمبر 2000.

## وصلات خارجية
- (82053) 2000 SZ370 في قاعدة بيانات مختبر الدفع النفاث لأجرام النظام الشمسي الصغيرة

- الاكتشاف · مخطط المدار ·  العناصر المدارية · المعلمات المادية

- (82053) 2000 SZ370 على موقع ويكي سكاي: DSS2, SDSS, GALEX, IRAS, Hydrogen α, X-Ray, Astrophoto, Sky Map, Articles and images